# Бертоллиды
Бертоллиды (термин в память К. Л. Бертолле) — соединения переменного состава, не подчиняющиеся законам постоянства состава и кратных отношений. Бертоллиды являются нестехиометрическими бинарными соединениями переменного состава, который зависит от способа получения. Многочисленные случаи образования бертоллидов открыты в металлических системах, а также среди оксидов, сульфидов, карбидов, нитридов, гидридов и др. соединений переходных металлов. Например, оксид ванадия(II) может иметь в зависимости от условий получения состав от V0,9 до V1,3, оксид марганца имеет переменный состав MnO1,6.
Термин «бертоллиды» был введен Н. С. Курнаковым в 1912—1914 годах.

## История
Бертоллидами исторически считали соединения с ненулевой областью гомогенности, но в современном смысле это соединения, область гомогенности которых вообще не включает стехиометрический состав. Причём стехиометричность трактуется не по составу, а с учётом структурных данных (концентрации дефектов, заселённости кристаллографических позиций). Естественно, в такой класс попадают, в основном, только немолекулярные соединения. Внутри области гомогенности бертоллида нет состава с макроскопически идеальными (единичными) заселённостями позиций, в отличие от дальтонидов.